# كاميرون ليندسي
كاميرون ليندسي (بالإنجليزية: Cameron Lindsay)‏ (21 ديسمبر 1992 بأوكلاند في نيوزيلندا - ) هو لاعب كرة قدم نيوزلندي في مركز الوسط. شارك مع منتخب نيوزيلندا تحت 17 سنة لكرة القدم ومنتخب نيوزيلندا تحت 20 سنة لكرة القدم ومنتخب نيوزيلندا الأولمبي لكرة القدم ومنتخب نيوزيلندا لكرة القدم. أما مع النوادي، فقد لعب مع تيم ويلينغتون ونادي أوكلاند سيتي ونادي ويلينغتون فينيكس وكونكورد رينجرز.

## وصلات خارجية
- كاميرون ليندسي على موقع الاتحاد الدولي (مؤرشف)  (الإنجليزية)
- كاميرون ليندسي على موقع قاعدة بيانات كرة القدم.إي يو (الإنجليزية)
- كاميرون ليندسي على موقع ناشيونال فوتبول تيمز (الإنجليزية)
- كاميرون ليندسي على موقع أوليمبيديا (الإنجليزية)